# Vexta
Vexta (Sídney, Australia) es una artista callejera australiana. Su obra la crea tanto en entornos urbanos como en galerías.

## Trayectoria
Comenzó su carrera trabajando en las calles de Sydney, su ciudad natal y Melbourne, a donde se mudó a mediados de la década de 2000. Conectó entonces con gran parte de la floreciente cultura local del estarcido y, mientras estudiaba y trabajaba junto a artistas de plantillas famosos como Dlux, Optic, Sync o Ha-Ha, comenzó a cortar y pintar sus propias plantillas.
Su obra fue adquirida por la Galería Nacional de Australia y destacó en la primera exposición de arte callejero y con plantillas de la galería, «Space Invaders», que recorrió instituciones artísticas australianas durante dos años. También ha realizado encargos de piezas a gran escala en muros de todo el mundo a nivel internacional y ha sido incluida en exposiciones colectivas.
Gran parte de su obra gira en torno a los conceptos de muerte, renacimiento y la dualidad de los sexos y se puede ver en paredes y galerías de Australia, Estados Unidos, Londres, Europa, México o en la Bienal de Arte Contemporáneo de la India.
La figura de Vexta destaca en el documental Rash (2005), que explora el valor cultural del arte callejero en Melbourne,  al igual que en la película Exit Through The Gift Shop (2010). Lois Stavsky, autora del libro de arte Graffiti 365, ha calificado a Vexta como «una de las pocas artistas australianas de estarcido que ha alcanzado un amplio reconocimiento».

## Obra
La motivación de Vexta para realizar su trabajo es tanto artística como sociopolítica: 
«Como artista, tomas lo que tienes a tu alrededor para construir algo importante, pero que quizás no se pueda expresar con palabras. Mis pinturas exploran estos aspectos intangibles de nuestras vidas, como los sueños y los estados transitorios; el mundo que nos rodea y nuestro lugar en él.»
Su principal objetivo es conectar con el público a nivel emocional: 
«Quiero encontrar y capturar lo que nos hace humanos, el alma del individuo que es a la vez personal pero al mismo tiempo profundamente universal.»
A Vexta le interesa crear formas triangulares geométricas que ha comparado con las partículas subatómicas que componen toda la materia. A ella le gusta dejar una pequeña cantidad de espacio en blanco en su arte callejero para que el espectador pueda aplicar su propio punto de vista a la obra de arte. Ella crea a través de una lente psicodélica que a menudo yuxtapone humanos y animales, explorando temas de vida y muerte, física, cosmología y cultura femenina.

## Espectáculos y exposiciones
Vexta fue una de las artistas callejeras invitada por Banksy para participar en el «Cans Festival», un evento underground totalmente hecho con plantillas en el que también participaron artistas como Blek le Rat, Vhils, Faile y Pure Evil.
Además, estuvo entre los doce artistas de Australia seleccionados para exponer en Young & Free, la exposición de arte callejero australiana más grande realizada fuera de ese país. Tuvo lugar en septiembre de 2011 en la White Walls Gallery en San Francisco, California.